# Ya (kana)

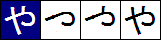
El hiragana ヤ.

En l'escriptura japonesa, els caràcters や en hiragana o ヤ en katakana en japonès representa el so ya.

## Usos
や pot ser part d'una paraula, com en "やさしい" (iasashii) o "ほんや" (hon'ia).
や també pot ser usada com una partícula usada similars al "... i altres". Aquesta partícula, quan es fa servir com a separador de dos objectes indica que l'enumeració donada no és exhaustiva. Exemple: "PomaやPera" significa "Poma, pera i altres similars".